# Tamansari (Tegalsari)
Tamansari is een bestuurslaag in het regentschap Banyuwangi van de provincie Oost-Java, Indonesië. Tamansari telt 5994 inwoners (volkstelling 2010).